# Мост 6 октября
Мост 6 октября (араб. جسر 6 أكتوبر‎) — автомобильный мост в центральной части Каира (Египет) Имеет длину 20,5 км и дважды пересекает Нил. Соединяет пригороды западного берега через остров Гезира с центром Каира и продолжается до Каирского международного аэропорта на востоке.
Название моста связано с датой начала операции «Бадр» — форсирования Суэцкого канала в войне Судного дня 1973 года.

## История
Строительство велось почти 30 лет и впервые открылся для движения в 1996 году. Первым в 1969 году строился участок длиной 130 м, который перекрывал меньшую западную протоку Нила от Гезиры до Агузы. Первый этап строительства продлился с мая 1969 по август 1972 года. Девятый, завершающий этап, окончился в 2005 году. Мост 6 октября начинается от Сельскохозяйственного музея в Восточной Докки и тянется на восток до автострады в Насре.
Строительство моста было объявлено национальным инфраструктурным проектом.

## Значение
Мост 6 октября является центральной магистралью Каира, его ежедневно используют около полумиллиона горожан. Он является главным автомобильным маршрутом с востока на запад, из-за чего почти всегда переполнен. Поездка от одного конца до другого занимает до 45 минут.

## Революция 2011 года
Во время революции 2011 года мост был основным маршрутом демократических демонстраций в сторону площади Тахрир, а также ареной ожесточенных столкновений между сторонниками Мубарака и протестующими.

## Галерея
- Мост 6 октября и остров Гезира на переднем плане, Нил и центр Каира на заднем плане
- Мост 6 октября в Каире
- Мост 6 октября со съездами у Нила; центр Каира и Египетский музей (слева). Вид на север от башни Хилтон
- Мост 6 октября ночью
- Кадры компании Аль-Джазира столкновений на мосту 28 января 2011 года